# Successione Tetranacci
La successione Tetranacci è una variante della successione di Fibonacci e della successione Tribonacci. I suoi termini vengono detti numeri tetranacci.
La successione Tetranacci è definita come la sequenza illimitata di interi T(n) che assumono il valore 0 per n ≤ 0 e la somma dei quattro termini precedenti per n > 0. I valori dei suoi primi termini a partire da quello di indice 0 sono:
0, 1, 1, 2, 4, 8, 15, 29, 56, 108, 208, 401, 773, 1490, 2872, 5536, 10671, 20569, 39648, 76424, 147312, 283953, 547337, 1055026, 2033628, 3919944,   7555935, 14564533, 28074040, 54114452, 104308960, 201061985, 387559437, 747044834.
Come ha osservato Emeric Deutsch, T(n) fornisce il numero delle composizioni di n-1 mediante addendi non superiori a 4. Ad es. T(5)=8 in quanto si hanno le seguenti composizioni di 4:
1+1+1+1 = 2+1+1 = 1+2+1 = 1+1+2 = 3+1 = 1+3 = 2+2 = 4. 
David Callan ha osservato che T(n+2) fornisce il numero delle sequenze binarie di lunghezza n prive del fattore 1111. Ad es. T(7)=29 e delle 32 sequenze binarie di lunghezza 5, 32-29=3 contengono il fattore proibito: 11110, 01111 e 11111. 
Si trova che il rapporto T(n+1)/T(n) al tendere di n all'infinito tende alla radice reale compresa tra 1 e 2 del polinomio 
{\displaystyle \,x^{4}-x^{3}-x^{2}-x-1} ,
cioè a 1,92756... .
La funzione generatrice della successione Tetranacci è:
{\displaystyle {\frac {1}{x^{4}-x^{3}-x^{2}-x-1}}\,=\,1+x+2x^{2}+4x^{3}+8x^{4}+15x^{5}+...}